# Reichardia insignis
Reichardia insignis là một loài ruồi trong họ Tachinidae.